# Klein blaasjeskruid
Klein blaasjeskruid (Utricularia minor) is een vleesetende, wortelloze, vaste waterplant, die behoort tot de blaasjeskruidfamilie. De soort staat op de Nederlandse Rode lijst van planten als vrij zeldzaam en matig afgenomen. De plant komt voor in de gematigde streken van het noordelijk halfrond. Het aantal chromosomen is n=18 of 22.
De tere plant wordt 10–50 cm hoog en heeft zowel op de witachtige grondscheuten als op de waterloten 2 mm grote vangblaasjes. Op de grondscheuten zitten de schuin naar beneden groeiende waterloten, die tevens voor houvast van de plant zorgen. Op de waterloten zitten de lichtgroene bladeren.
Met de vangblaasjes worden kleine kreeftachtigen en waterinsecten gevangen. In de vangblaasjes is vacuüm en als iets de haartjes op het blaasje aanraakt springt deze open en zuigt het omringende water met daarin het insect naar binnen. Vertering van de prooi duurt afhankelijk van de grootte twaalf minuten tot twee uur. Na de vertering transporteren speciale cellen het voedselrijke water de stengel in, waarbij tegelijkertijd het vacuüm in het blaasje wordt hersteld.
Het lichtgroene, gevorkte blad is 0,3–3 cm lang en heeft draadvormige slippen, die gaafrandig zijn en aan de top een stekelhaar hebben.
Klein blaasjeskruid bloeit van juni tot augustus met bleekgele, 6–8 mm grote bloemen, waarvan het gehemelte gestreept kan zijn. De onderlip heeft bij het ouder worden teruggeslagen randen. De bloem heeft een kort, kegelvormig spoor. De bloeiwijze is een tros.
De vrucht is een doosvrucht, die een gekromd steeltje heeft.
De plant komt voor langs vennen, en in sloten in heidegebieden, in trilveenmoerassen en in turfgaten.

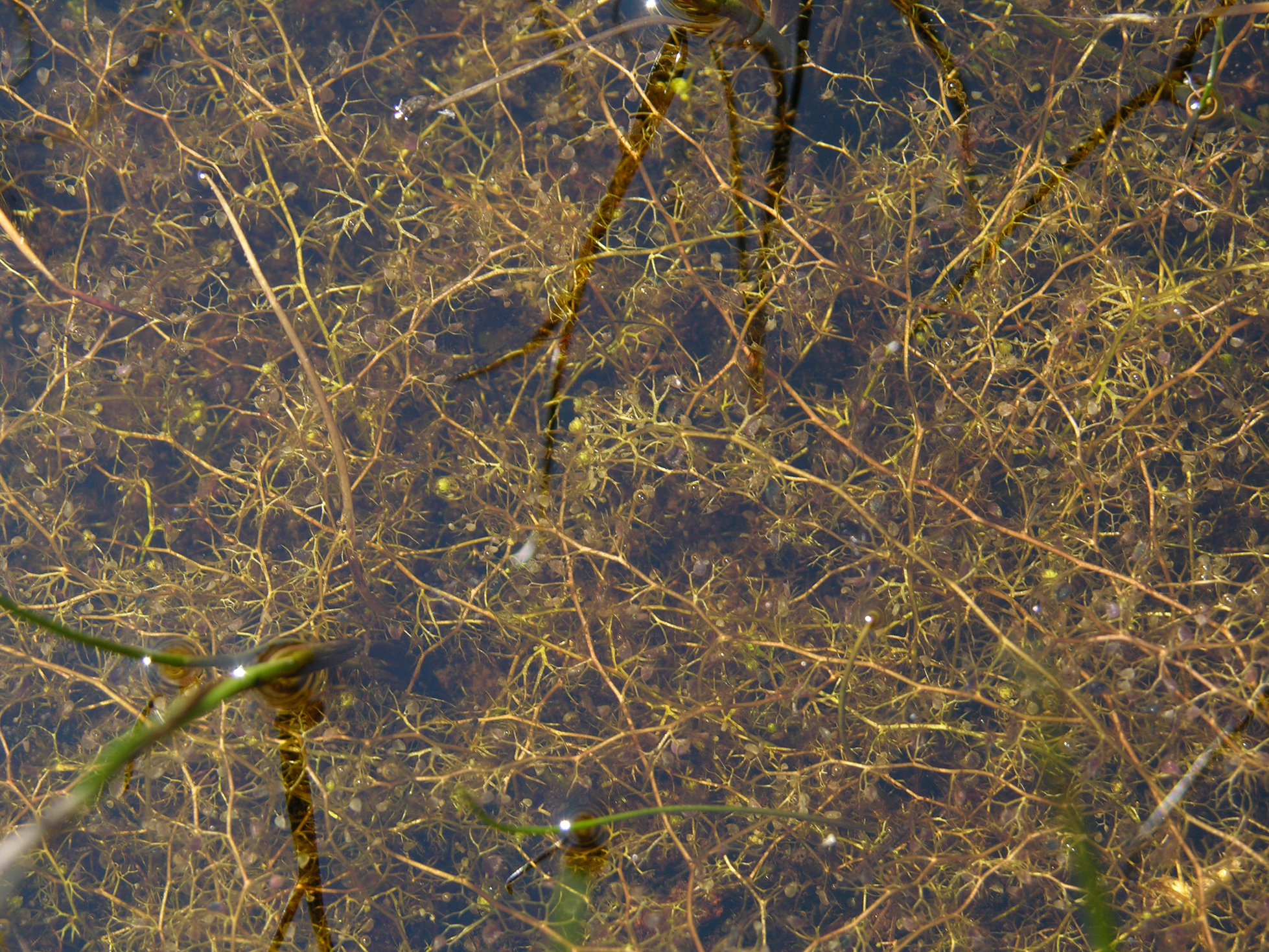
Planten
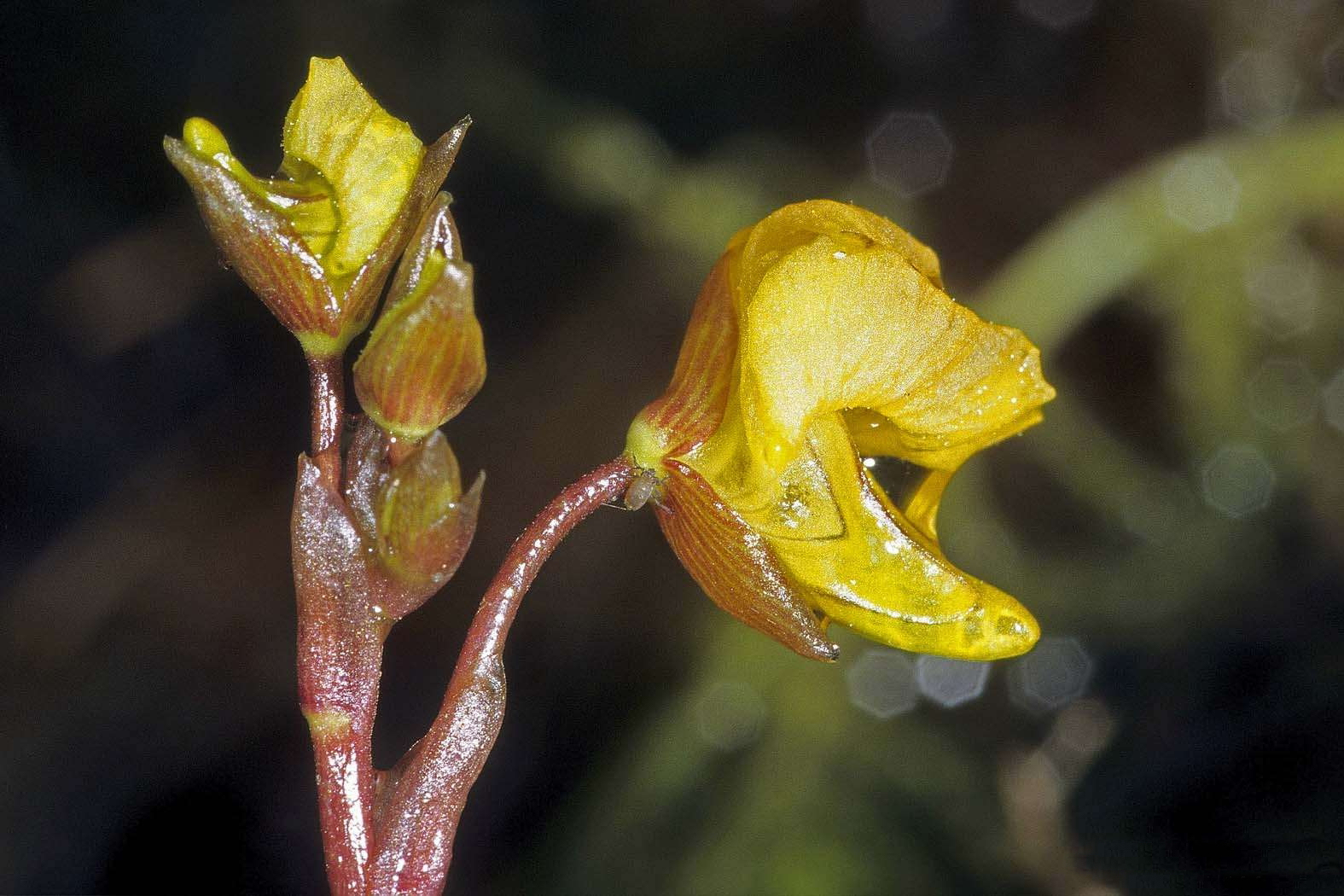
Bloeiwijze
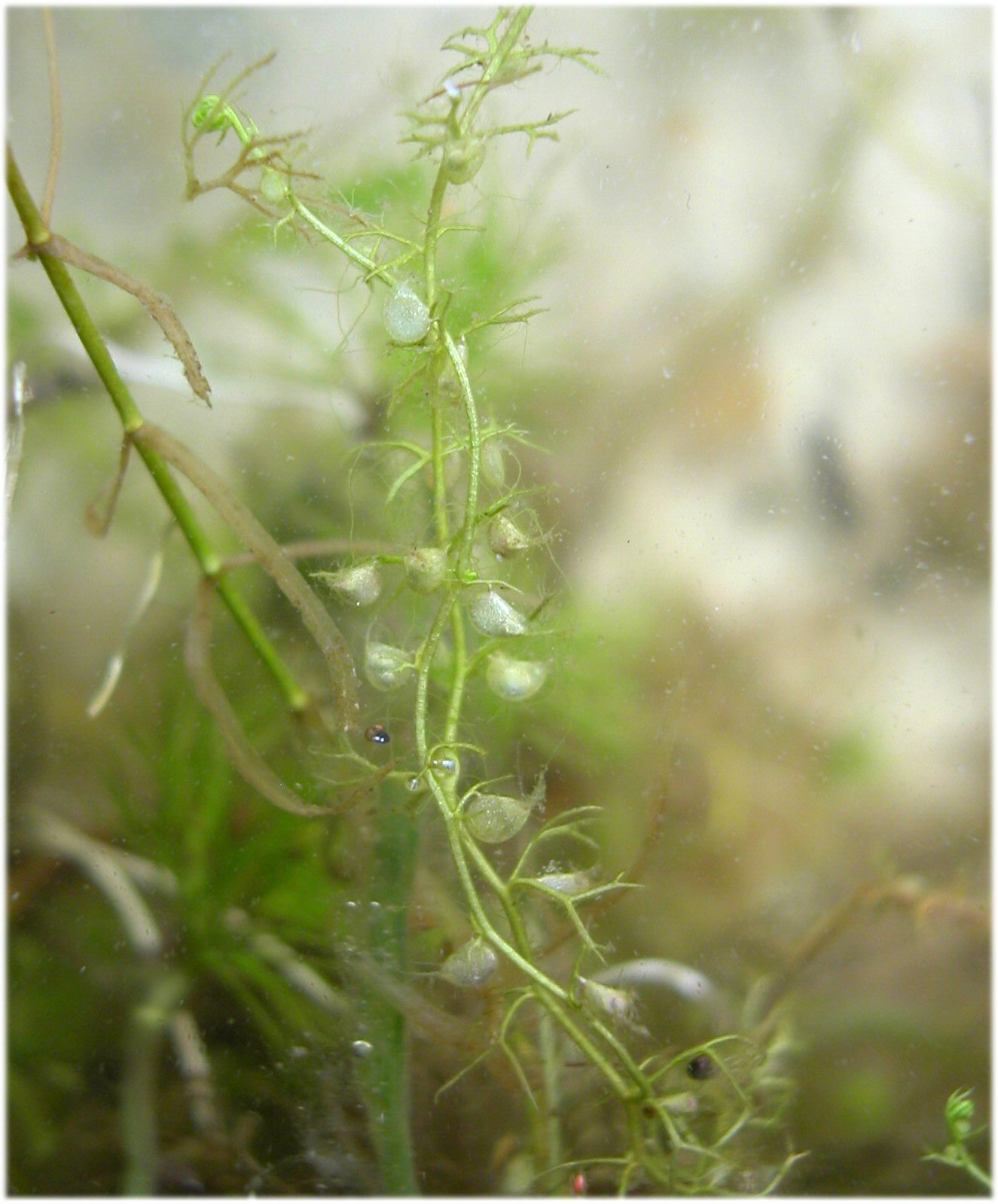
Waterlot met vangblaasjes